# Curtara margara
Curtara margara är en insektsart som beskrevs av Delong 1980. Curtara margara ingår i släktet Curtara och familjen dvärgstritar. Inga underarter finns listade i Catalogue of Life.